# Операция «Менайский мост»

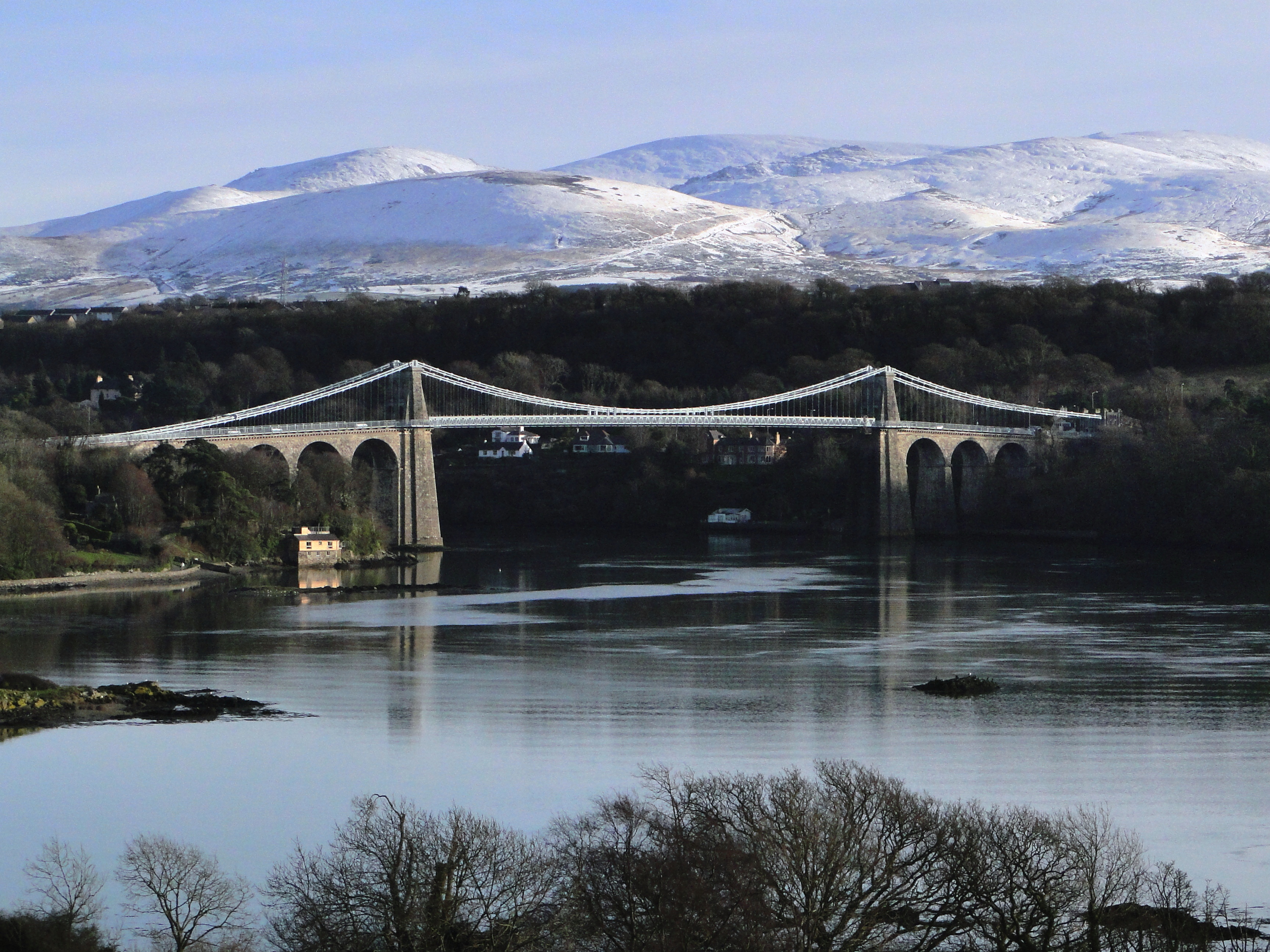
Висячий мост через Менай (на фото 2009 года), одноимённый план.

Операция «Менайский мост» — кодовое название планов, связанных со смертью короля Карла III. Название относится к подвесному мосту в Уэльсе. План включает объявление о его смерти, период официального траура и подробности его государственных похорон.
Планирование похорон короля началось почти сразу после похорон его матери, королевы Елизаветы II.

## История
Когда умер король Георг VI, об этом сообщили с помощью фразы «Уголок Гайд-парка», чтобы операторы коммутаторов Букингемского дворца не узнали новость слишком рано. Для королевы Елизаветы, королевы-матери, операция «Мост Тей» была начата после её смерти. Кодовым названием смерти принца Филиппа, герцога Эдинбургского, было «Операция Форт-Бридж», а кодовым словом для королевы Елизаветы II было «Лондонский мост разрушен». Поскольку Елизавета II умерла в замке Балморал в Шотландии, после её смерти была введена в действие операция «Единорог (Шотландия)».

## Планы
Ожидается, что у короля Карла III будут государственные похороны, как и у многих монархов до него. Планы его смерти и похорон так же точны, как и планы его матери Елизаветы II, и день его похорон будет выходным днем во всем Соединенном Королевстве. 